# Torre di Pugnochiuso
La Torre di Pugnochiuso (anticamente della Pergola) venne costruita nel 1568 ed è la quinta torre costiera appartenente al territorio della Capitanata. Fa parte del gruppo di otto torri appartenenti al territorio di Vieste.
Ecco la descrizione 26 anni dopo la sua costruzione, tratta dal manoscritto di Carlo Gambacorta "Visita delle Torri di Capitanata nel mese di dicembre 1594":
(Carlo Gambacorta)
Oggi è nota come Torre di Pugnochiuso (in un atto del 1035 si ricorda la chiesa di Santa Tecla in ipso monte super ipsam lamam de Puno cluso). Iniziata a partire dal 1568, nel 1594 è ancora da terminare nel piano superiore. Nei disegni del Gambacorta è raffigurata su alto basamento pieno con un'altezza di poco inferiore alla precedente.

Per l'ingegnere militare anche questa torre "s'ha da reparare dalle pedamenta".
Smilitarizzata come tutte le altre torri nella prima metà dell'Ottocento, dopo un prolungato abbandono ha svolto la funzione di faro fino a qualche decennio addietro.